# Humanata
Humanata (auch: Umanata) ist eine Ortschaft im Departamento La Paz im südamerikanischen Andenstaat Bolivien.

## Lage im Nahraum
Humanata liegt in der Provinz Eliodoro Camacho und ist zentraler Ort des Municipio Humanata, der als selbständiges Municipio zusammen mit dem Municipio Escoma im Jahr 2009 aus dem Municipio Puerto Acosta ausgegliedert worden ist. Die Ortschaft liegt in einer Höhe von 3942 m in einer weiten Ebene am Nordwestrand der Cordillera Muñecas nahe der Grenze zu Peru am rechten, westlichen Ufer des Río Suches, der bei der Ortschaft Escoma in den Titicacasee mündet.

## Geographie
Humanata liegt auf dem bolivianischen Altiplano zwischen den Anden-Gebirgsketten der Cordillera Occidental im Westen und der Cordillera Central im Osten. Das Klima der Region ist ein typisches Tageszeitenklima, bei dem die mittleren Temperaturunterschiede im Tagesverlauf stärker ausfallen als im Verlauf der Jahreszeiten.
Die mittlere Durchschnittstemperatur der Region liegt bei 8 °C,  die Monatsdurchschnittstemperaturen schwanken nur unwesentlich zwischen 5 °C im Juli und 10 °C im Dezember (siehe Klimadiagramm Puerto Acosta). Der Jahresniederschlag beträgt etwa 750 mm, die Monatsniederschläge liegen zwischen unter 10 mm in den Monaten Juni und Juli und über 100 mm von Dezember bis März.

## Verkehrsnetz
Humanata liegt in einer Entfernung von 203 Straßenkilometern nordwestlich von La Paz, der Hauptstadt des gleichnamigen Departamentos.
Von La Paz führt die asphaltierte Nationalstraße Ruta 2 in nordwestlicher Richtung 70 Kilometer bis Huarina, von dort zweigt die Ruta 16 ab, die als asphaltierte Straße weiter in nordwestlicher Richtung in 97 Kilometern entlang des Titicacasees bis Escoma führt. Von dort führt die Ruta 16 als unbefestigte Piste weiter in nördlicher Richtung nach Villa Rosario de Wilacala. Hinter Escoma zweigt nach 30 Kilometern eine unbefestigte Landstraße nach Nordwesten ab, die Humanata nach weiteren sechs Kilometern erreicht.

## Bevölkerung
Die Einwohnerzahl der Ortschaft ist in den vergangenen beiden Jahrzehnten auf fast das Vierfache angestiegen:
| Jahr | Einwohner | Quelle       |
| ---- | --------- | ------------ |
| 1992 | 106       | Volkszählung |
| 2001 | 196       | Volkszählung |
| 2012 | 426       | Volkszählung |
| 2024 |           | Volkszählung |

Die Region weist einen hohen Anteil an Aymara-Bevölkerung auf, im Municipio Puerto Acosta (Begrenzung von 2001, die heutigen Municipios Puerto Acosta, Escoma und Humanata umfassend) sprechen 99,1 Prozent der Bevölkerung Aymara.